# کوساگل
کوساگل (به ترکی آذربایجانی: Kosagül) یک منطقه مسکونی در جمهوری آذربایجان است که در شهرستان ماساللی واقع شده‌است. کوساگل ۸۴۱ نفر جمعیت دارد.